# Zoológico de Shymkent
Es el parque zoológico de Shymkent, Kazajistán. Uno de los mayores y más antiguos parques zoológicos en el país, ocupa un área total de 54 hectáreas (0,54 km²), en virtud de una exposición de 34 ha (340.000 m²). El Zoológico de Shymkent contiene más de 20 tipos de animales introducidos en el 'Libro Rojo'. El 25% de los requerimientos de los forrajes para los animales del zoológico crece en tierra propia de una superficie de 30 hectáreas (74,13 acres).

## Datos relevantes
Su nombre en kazajo es "Шымкент хайуанханасы". 
Según estadísticas del año 2007 habría allí 1570 animales de unas 219 especies.